# Nachiczewan (kraina historyczna)

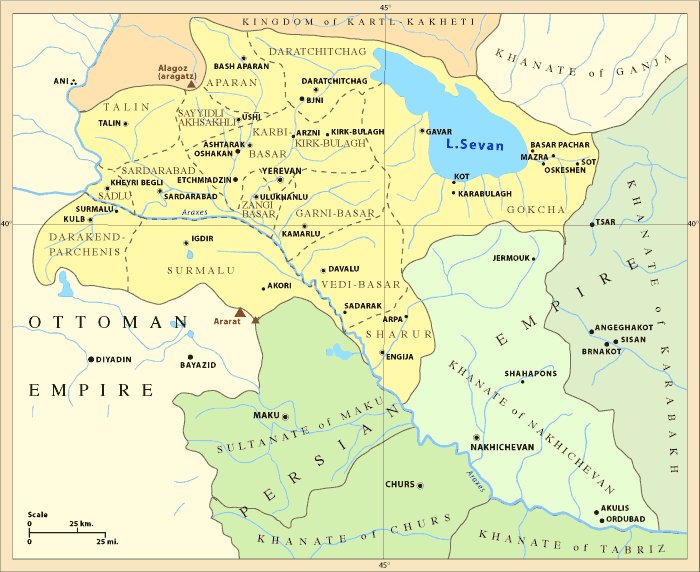
Chanat nachiczewański

Nachiczewan (orm. Նախիջևան, azer. Naxçıvan) – kraina historyczna na Zakaukaziu, w granicach dzisiejszego Azerbejdżanu. Zajmuje obszar ograniczony na zachodzie i południu doliną środkowego Araksu, na wschodzie i północy - grzbietem Gór Zangezurskich. Graniczy z Zangezurem na wschodzie. Dziś należy do Azerbejdżanu jako Nachiczewańska Republika Autonomiczna, która jednak obejmuje również ziemie leżące poza historycznym Nachiczewanem. 
Jest to region jałowy, położony w górach. Dzięki systemowi irygacji uprawia się tu bawełnę, tytoń i zboża, a w strefach suchych wypasa się owce. Posiada duże złoża soli, które są eksploatowane. Wydobywa się także molibden i ołów.
W starożytności i średniowieczu Nachiczewan stanowił peryferyjny, północno-wschodni skrawek ormiańskiej prowincji, a później królestwa Waspurakan. Po upadku niepodległej Armenii znalazł się ostatecznie w granicach Persji. W późnym średniowieczu i początku czasów nowożytnych doszło do zmiany charakteru etnicznego osadnictwa: wskutek emigracji Ormian, zasiedlenia terenu przez napływowe plemiona tureckie i turkizacji pozostałej ludności na początku czasów nowożytnych obszar stał się niemal czysto turecki i muzułmański. Po upadku władzy centralnej w Persji, który zaowocował między innymi powstaniem na Zakaukaziu chanatów azerbejdżańskich, na ziemiach dawnego ormiańskiego Waspurakanu powstał chanat nachiczewański - formalnie wasalny wobec Persji, w rzeczywistości niezależny. W tej formie Nachiczewan okrzepł i przetrwał ponad stulecie. 
Po przegranej Persji w kolejnej wojnie z Rosją mocą traktatu turkmanczajskiego z 1828 chanat nachiczewański został przyłączony do Rosji. Początkowo u władzy pozostawiono chana nachiczewańskiego jako rosyjskiego gubernatora, jednak ostatecznie Nachiczewan spadł do rangi jednego z powiatów guberni erewańskiej. Według rosyjskiego spisu powszechnego z 1897 powiat nachiczewański liczył 3,8 tys. km² i prawie 87 tys. mieszkańców, wśród których jedną trzecią stanowili Ormianie, a dwie trzecie - Azerowie. 
Po upadku cesarstwa rosyjskiego stanowił obszar i przedmiot walk między Armenią a miejscowymi Azerami, szukającymi oparcia w Azerbejdżanie i Turcji. Od kwietnia do maja 1919 w Nachiczewanie istniała turecka Republika Araksu, rozbita przez wojska Demokratycznej Republiki Armenii. Region pozostał pod władzą DRA do czasu jej upadku w 1921. W kolejnych traktatach turecko-sowieckich nacjonalistyczna Turcja zagwarantowała sobie przynależność Nachiczewanu do Azerbejdżanu. Wykonując to zobowiązanie po podboju Zakaukazia przez Armię Czerwoną w 1921 bolszewickie władze w Moskwie zdecydowały o odłączeniu Nachiczewanu od Armenii i jego przyłączeniu do Azerbejdżańskiej SRR, co formalnie przeprowadzono w 1924, tworząc Nachiczewańską ASRR. W jej skład poza właściwym Nachiczewanem weszły również części dawnych carskich powiatów szarursko-daralageskiego i erewańskiego. 
W czasach ZSRR odsetek ludności ormiańskiej spadł do 1,4% (1979). Po rozpadzie ZSRR na terytorium Nachiczewańskiej ASRR powstała autonomiczna jednostka administracyjna Azerbejdżanu - Nachiczewańska Republika Autonomiczna. 